# تصنيف الفروسية البارالمبية
تصنيف الفروسية البارالمبية هو نظام يُستخدم في رياضة الفروسية لذوي الإعاقة. يُعد هذا النظام تدريجيًا ويعتمد على درجة الإعاقة الجسدية أو البصرية، ويشرف عليه على المستوى الدولي الاتحاد الدولي للفروسية (FEI). تشمل الرياضة تصنيفات مؤهلة للأشخاص الذين يعانون من إعاقات جسدية أو بصرية. من الفئات المؤهلة للمشاركة: الأشخاص الذين يعانون من ضعف في القوة العضلية، أو خلل في الحركة الإرادية، أو ضعف في مدى الحركة السلبية، أو فرط التوتر العضلي، أو فقدان الأطراف، أو ترنح الحركة، أو تفاوت في طول الساقين، أو قصر القامة، أو ضعف البصر. يُقسّم الرياضيون إلى خمس فئات مختلفة لضمان عدالة التنافس، وهي: الفئة I، الفئة II، الفئة III، الفئة IV، والفئة V (تم تعديل أسماء الفئات اعتبارًا من يناير 2017). لا يأخذ تصنيف الفروسية البارالمبية في الاعتبار جنس الفارس، حيث تُقام المنافسات في فئة مختلطة بين الجنسين.

## تاريخ التصنيف
في عام 1983، كان التصنيف للمنافسين المصابين بالشلل الدماغي في هذه الرياضة يتم من قبل منظمة الرياضة والترفيه الدولية لمرضى الشلل الدماغي. وقد عرّفت الجمعية الشلل الدماغي بأنه ضرر غير تقدمي في الدماغ يؤدي إلى إعاقة. وكان الأشخاص المصابون بالشلل الدماغي أو بأضرار دماغية غير تقدمية مؤهلين للتصنيف لديها، كما تعاملت الجمعية مع تصنيف الأشخاص الذين يعانون من إعاقات مشابهة.
وفقًا لنظامها، لم يكن الأشخاص المصابون بالسِّنْسِنَة المشقوقة مؤهلين إلا إذا قدموا دليلًا طبيًا يثبت وجود خلل في الحركة. أما المصابون بالشلل الدماغي والصرع فكانوا مؤهلين بشرط ألا يؤثر الصرع على قدرتهم على التنافس. كما كان المصابون بالسكتات الدماغية مؤهلين للتصنيف بعد الحصول على موافقة طبية. في المقابل، لم يكن المصابون بمرض التصلب المتعدد، أو الحثل العضلي، أو تيبّس المفاصل مؤهلين للتصنيف من قبل المنظمة، ولكن كانوا مؤهلين من قبل الاتحاد الدولي لرياضة القدرة ضمن فئة ألعاب "الآخرون".
استخدمت منظمة الرياضة والترفيه الدولية لمرضى الشلل الدماغي نظام تصنيف مُعدّ أساسًا لألعاب القوى في الملاعب. في عام 1983، كان هناك خمسة تصنيفات للشلل الدماغي. كان بإمكان منافسي الفئة 1 المشاركة في فعاليات الدرجة الأولى والفئتين 1 و2، أثناء الركوب بمرافقة قائد واثنين من المرافقين الجانبيين و/أو مرافق خلفي.
في عام 1990، لم تكن هناك تصنيفات محددة في الاتحاد الأسترالي للفروسية للمنافسين ذوي الإعاقة، ولكن بعض القواعد تطورت بشكل غير رسمي لتشبه نظام التصنيف، مثل: السماح للفرسان ذوي الذراع الواحدة بعدم استخدام الذراعين في الإمساك باللجام، وتوفير إشارات بصرية للفرسان ذوي الإعاقة السمعية بدلًا من الإشارات الصوتية، وتقديم إشارات سمعية للفرسان المكفوفين عند وصولهم إلى علامات المسار.
بحلول عام 1995، ومع ازدياد نمو الرياضة، وُضع نظام تصنيف بهدف توفير بيئة منافسة عادلة، وسُمّي هذا النظام "نظام الملف الوظيفي للتصنيف"، وقد أنشأته إلى حد كبير كريستين ميدن، والتي كانت تملك صفة المصنّف في اللجنة الدولية للفروسية لذوي الإعاقة (IPEC). بحلول عام 1999، كان هناك أربع تصنيفات للمنافسين، و120 مُصنّف معتمد للفروسية حول العالم.
في ألعاب إمباير ستيت للمُعاقين بدنيًا في نيويورك، قُسمت منافسات الفروسية إلى فئات بحسب نوع الإعاقة: السمعية، والبصرية، والبتر، وفئة "الآخرون"، والشلل الدماغي، وإصابات الحبل الشوكي.
في دورة الألعاب البارالمبية الصيفية لعام 1996، أُجريت التصنيفات في موقع الحدث لأن التقييم يتطلب مشاهدة اللاعب أثناء ممارسته الرياضة. أما في ألعاب 2000، فقد أُجري ستة تقييمات خلال المنافسات، ونتج عنها تغيير تصنيف واحد فقط.
بسبب صعوبة تقييم القدرة الوظيفية بشكل موضوعي بعد ألعاب برشلونة، كشفت اللجنة البارالمبية الدولية في 2003 عن خطط لتطوير نظام تصنيف جديد دخل حيز التنفيذ في 2007. وقد حدد هذا النظام عشرة أنواع من الإعاقات المؤهلة للمشاركة على المستوى البارالمبي. نصّ النظام على أن يكون التصنيف خاصًا بكل رياضة، وأن يؤدي دورين: تحديد الأهلية للمشاركة، وتحديد الفئة المناسبة ضمن الرياضة الواحدة. وقد تركت اللجنة البارالمبية الدولية مهمة تطوير أنظمة التصنيف لكل اتحاد دولي، مثل الاتحاد الدولي للفروسية، شريطة أن تستند هذه الأنظمة إلى أدلة بحثية.
صدر الدليل الطبعة الرابعة لنظام تصنيف الاتحاد الدولي للفروسية في يناير 2015.
مستقبلاً، تعمل اللجنة البارالمبية الدولية، باعتبارها الجهة الكبرى لتصنيف رياضات ذوي الإعاقة، على تحسين نظام التصنيف ليكون مبنيًا على الأدلة العلمية بدلاً من الأداء الرياضي، وذلك لتجنّب معاقبة الرياضيين النخبة الذين تبدو قدراتهم عالية مقارنةً بمنافسين آخرين أقل تدريبًا.

## عملية التصنيف
يهدف التصنيف إلى تحديد مستوى الإعاقة الوظيفية للفارس، بغضّ النظر تمامًا عن مستواه المهاري، لأن إظهار المهارة هو الهدف من المنافسة. لذلك، تُتخذ إجراءات قبل وأثناء عملية التصنيف لتجنّب الخلط بين المهارة والوظيفة. وتتضمن العملية ملاحظة الفارس أثناء الركوب وأداء تمرين ضغط الصدر. ولهذا السبب، لا يراقب المصنّفون الفارس على حصانه قبل أداء تمرين الضغط حتى لا يتم تقييم المهارة بدلًا من الوظيفة.
خلال التصنيف، ينظر المصنّفون في عدة عوامل مثل حركة الفارس وقوته وتنسيقه الحركي. ويتم ذلك أثناء تمرين الضغط، وخلال التدريب، وأثناء المنافسات. بعد تصنيف الفرسان، يُمنح كل منهم تصنيفًا وملفًا شخصيًا. يتراوح هذا الملف من الرقم 1 إلى 39 في منافسات ترويض الخيول البارالمبية، ومن 1 إلى 32 في قيادة العربات البارالمبية. ويؤثر هذا الملف في نوع المعدات التكيفية التي يُسمح للفارس باستخدامها.
يحمل تصنيف كل فارس حالة معينة. وتشمل الحالات المتاحة للتصنيف: "جديد"، و"قيد المراجعة"، و"مراجعة بتاريخ ثابت - الألعاب البارالمبية"، و"مؤكّد". وتؤثر حالة تصنيف الفارس في قدرته على الاعتراض على تصنيفه.

## حوكمة التصنيف
على المستوى الدولي، يتولى الاتحاد الدولي للفروسية مسؤولية التصنيف. أما على المستوى الوطني، فتتولى منظمات مختلفة هذه المهمة. فعلى سبيل المثال، تُدار رياضة الفروسية البارالمبية في أستراليا وتصنيفها من قبل الاتحاد الرياضي الوطني بدعم من اللجنة البارالمبية الأسترالية. وهناك ثلاثة أنواع من التصنيف متاحة للمنافسين الأستراليين: التصنيف المؤقت، والوطني، والدولي. يُستخدم الأول في المنافسات على مستوى الأندية، والثاني على مستوى الولايات والوطن، والثالث في المنافسات الدولية.

## انتقاد
تعرّض نظام التصنيف في الفروسية البارالمبية لانتقادات من بعض الفرسان، حيث اعتُبر أنه لا يأخذ في الاعتبار بشكل كافٍ الإعاقات التي تتسم بتقلبات في القدرات الوظيفية اليومية للفرد. وقد ارتبط هذا الانتقاد تحديدًا بحالات التصلب المتعدد.

## الرسوم التوضيحية
الصور أدناه هي أمثلة مستمدة من دليل الاتحاد الدولي للفروسية:

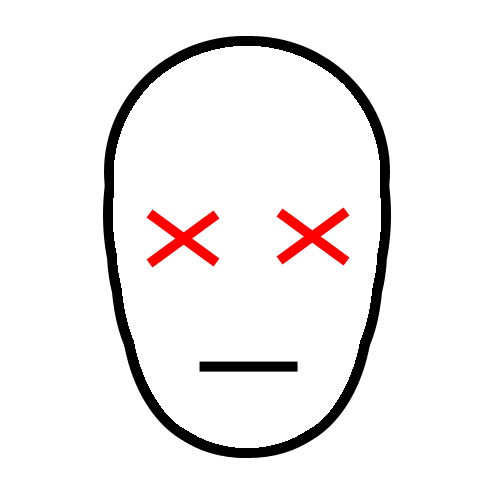
تصوير للرؤية الوظيفية لمتسابق من فئة B1
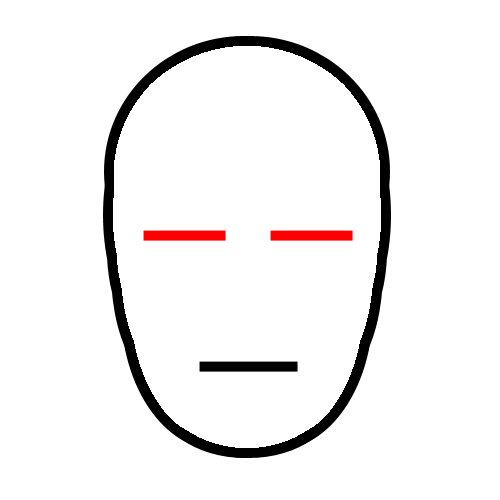
تصوير للرؤية الوظيفية لمتسابق من فئة B2
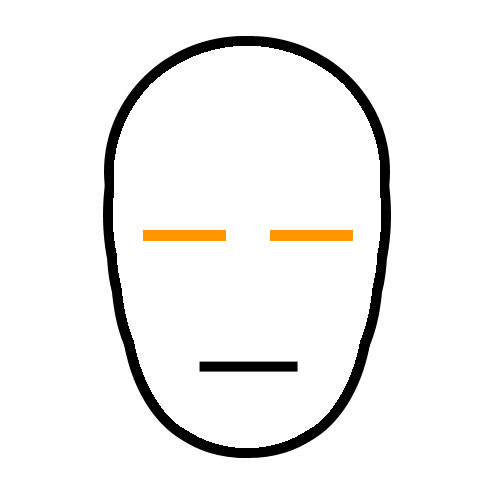
تصوير للرؤية الوظيفية لمتسابق من فئة B3

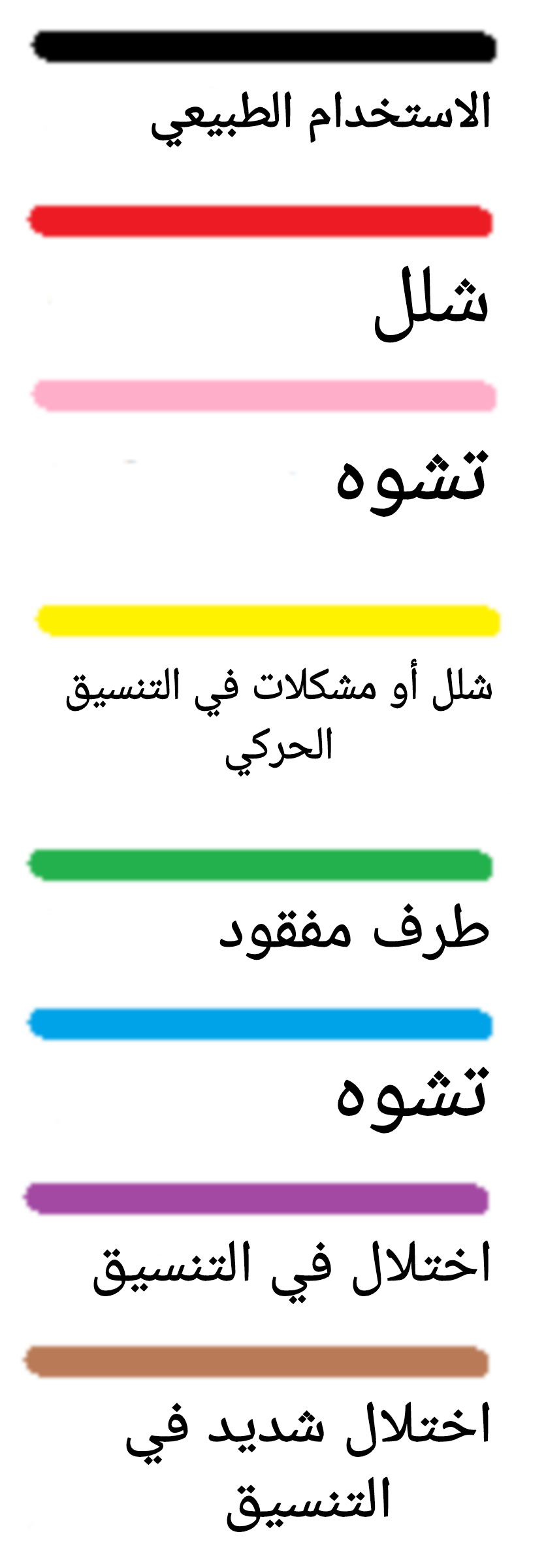
دليل الألوان لفهم مخططات الجسم الكاملة
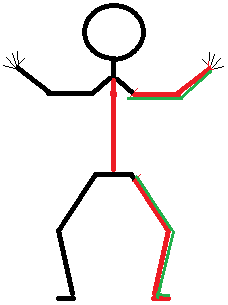
نوع الإعاقة لبعض متسابقي الدرجة 1B في ترويض الخيول
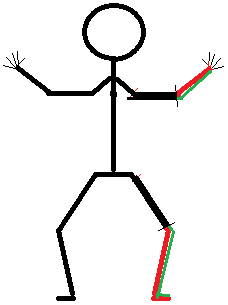
نوع الإعاقة لبعض متسابقي الدرجة 1B في ترويض الخيول
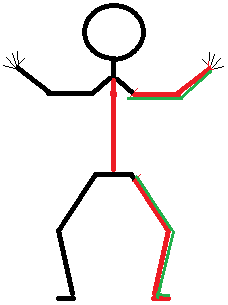
نوع الإعاقة لبعض متسابقي الدرجة 2 في ترويض الخيول
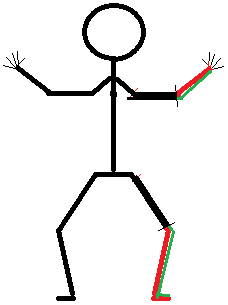
نوع الإعاقة لبعض متسابقي الدرجة 3 في ترويض الخيول
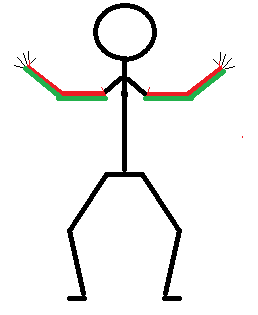
نوع الإعاقة لبعض متسابقي الدرجة 3 في ترويض الخيول
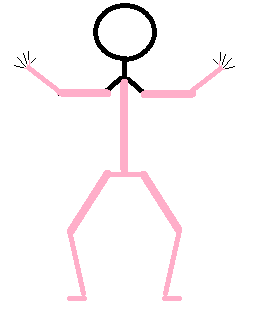
نوع الإعاقة لبعض متسابقي الدرجة 3 في ترويض الخيول
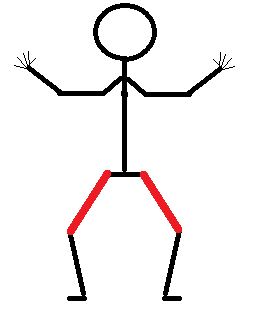
نوع الإعاقة لبعض متسابقي الدرجة 3 في ترويض الخيول
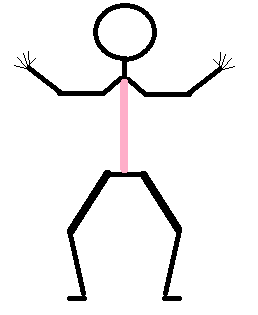
نوع الإعاقة غير المؤهل للمنافسات التي تخضع لتصنيف الاتحاد الدولي للفروسية
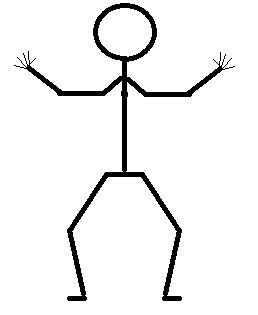
نوع الإعاقة غير المؤهل للمنافسات التي تخضع لتصنيف الاتحاد الدولي للفروسية

## تصنيف قيادة العربات لذوي الإعاقة
تستخدم قيادة العربات لذوي الإعاقة نظام تصنيف مختلف عن الفعاليات الخاصة بترويض الخيول.

### الدرجة الأولى في قيادة العربات لذوي الإعاقة
تُخصَّص هذه الفئة للأشخاص الذين يستخدمون الكراسي المتحركة بشكل يومي، والذين يعانون من ضعف في الجذع وإعاقات في الأطراف العلوية. كما تشمل الأشخاص الذين يمكنهم المشي لكن لديهم إعاقات في جميع أطرافهم، بالإضافة إلى الأشخاص الذين لديهم إعاقات شديدة في الذراعين.
تُسمح لهذه الفئة باستخدام أدوات تعويضية. يُسمح لسائقي الدرجة الأولى الذين ينتمون إلى الملفات (1، 2، 3، 4، 5، 6، 7، 9، 10a، و12a/b) باستخدام حزام أمان يُمسك به أحد المساعدين. ويُسمح لهم أيضاً باستخدام اللجام المعقود أو ذو الحلقات، واستخدام السوط المربوط، وعدم ارتداء القفازات، وكذلك السماح باستخدام سوط يُمسك أو يُستخدم من قِبل المساعد. كما يُسمح لهم باستخدام مكبح يُشغّله المساعد، إضافة إلى شريط على الأقدام أو حوض للقدمين.

### الدرجة الثانية في قيادة العربات لذوي الإعاقة
تُخصَّص هذه الفئة للفرسان الذين لديهم قدرات وظيفية أعلى من سائقي الدرجة الأولى، لكنهم يواجهون صعوبة في التنافس مع الرياضيين غير المعاقين.
يُسمح أيضاً باستخدام أدوات تعويضية في هذه الفئة. يمكن لسائقي الدرجة الثانية ذوي الملف 8 استخدام حزام أمان يُمسك به المساعد. كما يُسمح للملفات (8، 15، 16، 22، 24، 25، 26b، و27) باستخدام اللجام المعقود أو ذو الحلقات، والسوط المربوط، وعدم ارتداء القفازات. ويُسمح للملفات (15، 16، 22، 24، 25، 26b، و27) باستخدام سوط يُمسك أو يُستخدم من قِبل المساعد. كما يُسمح للملفات (8، 10b، 11a/b، 15، 17a/b، 18a/b، 19a/b، 25، 26b، 27، و28) باستخدام مكبح يُشغّله المساعد، وللملفات (8، 10b، 11a/b، 15، 17a/b، 18a/b، 19a/b، 26b، و27) باستخدام شريط على الأقدام أو حوض للقدمين.